# 高畠町立糠野目小学校
高畠町立糠野目小学校（たかはたちょうりつ ぬかのめしょうがっこう）は、山形県東置賜郡高畠町の糠野目地区に位置する公立小学校。

## 概要
付近は、国道13号線に面する。現在、耐震工事施工済である。また、体験学習として、野菜の収穫などを体験している。夏の体育の授業時には、プール授業などがあり、四季折々合わせた授業。冬には、【つきやま】と呼ばれる山を使い、アルペンスキーを行うこともある。授業は、45分間で、始業時間は、様々である。一輪車や、竹馬も常備されており、中間休みと呼ばれる休み（2時間目〜3時間目の間）に、子供たちは、縦割り表を見て、体育館で遊ぶ。図書館で読書をする、外で、砂遊びやサッカーをするなど様々な遊びを通して、子供たちは、成長して行く。

## 沿革
- 1923年（大正12年）4月23日 - 糠野目尋常高等小学校が福沢尋常高等小学校と統合し、新制の「糠野目尋常高等小学校」として現在地に開校[1][2]。大橋分教場を開設[1]。
- 1926年（大正15年）7月1日 - 村立糠野目青年訓練所を併設[3][2]。
- 1928年（昭和3年） - 奉安殿を設置[2]。
- 1930年（昭和5年）12月1日 - 大橋分教場を廃止[4]。
- 1932年（昭和7年） - 少年消防班を結成[5]。調理場を設置し、一部児童に対する給食提供を開始[5][2]。
- 1938年（昭和13年） - 校歌を制定[5]。
- 1941年（昭和16年）4月1日 - 国民学校令施行により、「糠野目村国民学校」に改称[6]。
- 1942年（昭和17年） - 2階建て校舎（170坪）を落成[5]。
- 1945年（昭和20年） - 空襲のため、1・2年生は分散授業を実施[2]。
- 1947年（昭和22年）
  - 4月1日 - 学校教育法施行により、「糠野目村立糠野目小学校」に改称。糠野目中学校を併設[7]。
  - 父母と教師の会（現：PTA）を結成[8]。
- 1948年（昭和23年）4月1日 - 県立高畠高等学校糠野目分校を併設（1954年3月まで[注 1]）[9][10]。
- 1950年（昭和25年） - 校庭を拡張。PCAを結成[2]。
- 1951年（昭和26年） - 西体操場を拡張[2]。
- 1955年（昭和30年）4月1日 - 町村合併により、「高畠町立糠野目小学校」に改称[11]。
- 1957年（昭和32年）4月1日 - 大橋集落が赤湯町へ吸収合併され、域内の児童は赤湯小学校へ通学開始[12][2]。
- 1961年（昭和36年） - 給食室を増築し、完全給食を開始[2]。
- 1966年（昭和41年）1月14日 - 校舎1025坪分が焼失し、各公民館で分散授業を開始[8][2]。
- 1967年（昭和42年） - 新校舎を落成し、分散授業を終了。校旗を樹立[2]。
- 1970年（昭和45年） - プールを落成[2]。
- 1971年（昭和46年） - 新校歌を制定[2]。
- 1974年（昭和49年） - ノーカバンデーを実施。岩石園を設置[2]。
- 1980年（昭和55年） - すぎの子学級を開設[2]。
- 1982年（昭和57年）
  - 8月9日 - 新給食棟を落成[2]。
  - 9月8日 - 旧校舎改造工事を実施[2]。
- 1983年（昭和58年） - 中学校が福沢196番地へ移転し、跡地をグラウンドに転用[2]。
- 1984年（昭和59年） - 子ども貯金活動が郵政大臣賞を受賞[2]。
- 1986年（昭和61年） - 中庭を設置。青少年赤十字に加入[2]。
- 1987年（昭和62年） - 文部省と町より、道徳教育研究校に指定（2年間）[2]。
- 1993年（平成5年） - 緑樹園を設置。第4回ひろすけ童話感想文感想画全国コンクールの感想文部門で学校賞を受賞[2]。
- 1996年（平成8年） - 新体育館を落成[2]。
- 2000年（平成12年） - ひまわり学級を開設[2]。
- 2001年（平成13年） - 学習園として畑を設置[2]。
- 2002年（平成14年） - 北校舎改築に伴い、グラウンドに仮設校舎を設置[2]。
- 2004年（平成16年） - 北校舎を落成。省エネ教育推進モデル校に指定[2]。
- 2007年（平成19年） - 第18回ひろすけ童話感想文感想画全国コンクールの両部門で学校賞を受賞[2]。
- 2012年（平成24年） - 新プールを落成。全国学校給食甲子園にて特選を受賞[2]。
- 2013年（平成25年）
  - 10月 - 南校舎および給食棟の耐震補強工事を実施[2]。
  - 12月 - 全国学校給食甲子園にて、特選とヤクルト賞を受賞[2][13]。
- 2014年（平成26年） - 言語通級指導教室を開設。全国学校給食甲子園にて特選を受賞。PTAが、県教育委員会より優良表彰され、日本PTA全国協議会より会長表彰される[2]。
- 2016年（平成28年） - 第49回YBC読書感想文「本の森たんけん」にて学校賞を受賞。第6回JA山形おきたま絵画コンクールにて学校奨励賞を受賞[2]。
- 2022年（令和4年）12月11日 - 全国学校給食甲子園にて特別賞を受賞[14]。

## アクセス
- JR東日本奥羽本線（山形新幹線・山形線）高畠駅から、徒歩約750m・約11分。